# Festival Austin City Limits
El festival Austin City Limits es un festival de música estadounidense de tres días de duración que tiene lugar en Austin, Texas, en el Parque Zilker. Cada año, además del arte y la comida —producida por vendedores locales— el festival convoca más de 130 bandas de todo el mundo dentro de los géneros rock, indie, country, folk, electrónica, entre otros, en ocho escenarios. Cerca de setenta mil seguidores asisten cada día a los conciertos.
Nombrado en honor al programa televisivo de dicho estado, el festival es organizado por C3 Presents, quien además está a cargo del festival Lollapalooza. Su décimo aniversario se festejó del 16 al 18 de septiembre de 2011.